# Gewehr 43
O Gewehr 43 (ou G43, Karabiner 43) é um fuzil semiautomático calibre 7,92x57mm desenvolvido pela Alemanha Nazista durante a Segunda Guerra Mundial.  Desenvolvida pela fabricante alemã de armas Walther. Foi uma modificação do fracassado G41(W), usando um aperfeiçoado sistema de gás, similar ao fuzil soviético SVT-40, e um carregador destacavel.

## Visão geral
A busca alemã por rifles semiautomáticos começou em 1940 quando percebeu-se que era necessário melhorar a eficiência de combate da infantaria. Duas empresas, a Mauser e a Walther apresentaram protótipos muito similares, o G41(M) e o G41(W), mas sofriam de muitos problemas no sistema de gás, no complexo sistema na haste da boca da arma. Também era uma arma com muitas peças pequenas, dificil de limpar e manter.
O Gewehr 43 nunca foi produzido em massa, e apesar de ser superior ao G41, ainda sofria de defeitos, principalmente pela sua composição formada por peças baratas e inferiores, também por sua mola de extração exposta, causando obstrução quando não limpado constantemente. Quando as peças se desgastavam ou quebravam, era difícil obter reposições, então muitos soldados alemães simplesmente jogavam suas armas fora.
As Gewehr 43s foram feitos pela Berlin-Lübecker Maschinenfabrik em Lübeck (armas codificadas como "duv" e, posteriormente, "qve"), Walther (armas codificadas "AC") e Wilhelm Gustloff-Werke (armas codificadas "bcd"). Walther usou suas instalações de produção de satélite no campo de concentração de Neuengamme, além de suas instalações de produção principais em Zella-Mehlis para fazer os rifles (não parece que armas completas foram montadas nos campos, semelhante a como as pistolas Radom P35 foram montadas no Radom ocupado, na Polônia sem seus canos, que foram fabricados e instalados pela Steyr na Áustria), a Wilhelm Gustloff-Werke usou alguns trabalhadores escravos para aumentar sua equipe esgotada do campo de concentração de Buchenwald. A produção total até o final da guerra é estimada em 402.713 de ambos os modelos, incluindo pelo menos 53.435 rifles de precisão: esses G43 / K43s foram usados como armas de atiradores de elite, equipadas com a mira telescópica Zielfernrohr 43 (ZF 4) com ampliação de 4 ×. A arma foi originalmente projetada para uso com o lançador de granadas de fuzil Schiessbecher (padrão no Karabiner 98k também) e o silenciador Schalldämpfer, no entanto, esses acessórios foram considerados malsucedidos em testes e foram descartados antes mesmo do rifle entrar em produção em série.
De acordo com testemunhos de veteranos alemães, muitos soldados odiavam a G43 e preferiam a lenta mas confiável Mauser 98K. Apesar disso, a arma era muito preferida pelos atiradores de elite alemães, por sua precisão, alcance e cadência de tiro